# Autoatlas
Ein Autoatlas (auch Reiseatlas oder Straßenatlas) ist eine Zusammenfassung von Straßenkarten in systematischer Reihenfolge in gebundener Form, also ein spezieller Atlas, der die individuellen Nachfragebedürfnisse der Autofahrer befriedigt. Er dient vor allem der Orientierung. 

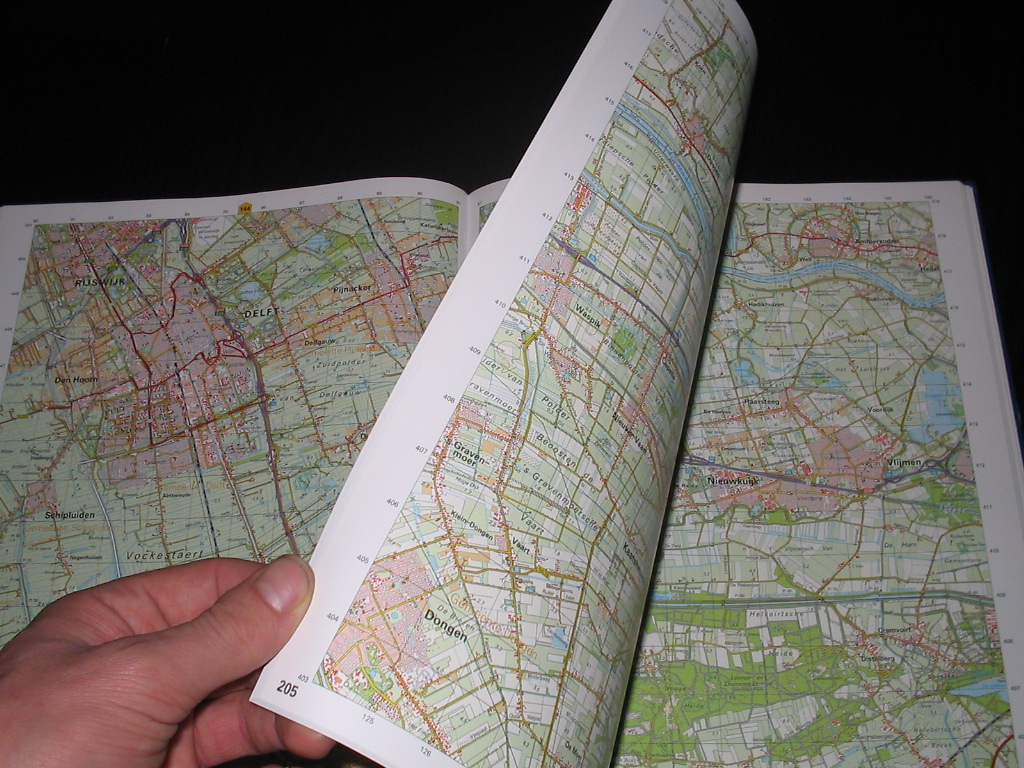
Niederländischer Autoatlas mit detaillierter Straßenkarte in großem Maßstab, ergänzt durch Radwege, land- und forstwirtschaftliche Wege und Kanäle.

## Inhalt und Gestaltung

### Kartenteil
Hauptbestandteil ist immer ein Kartenteil, der sich aus Kartenserien verschiedener Maßstäbe zusammensetzen kann. Die Reisekarten, auch Detailkarten genannt, sind je nach Atlas im Maßstab zwischen 1:100.000 und 1:400.000 dargestellt und bilden das jeweilige Land möglichst vollständig ab. Weitere mögliche Kartenserien sind:
- Innenstadtpläne (meist Maßstab 1:10.000 oder 1:20.000)
- Ortsdurchfahrtspläne, auch Ballungsraumkarten genannt
- Autobahnkarten
- Reisekarten (Übersichtskarten) für eine Region wie Australien, Mitteleuropa oder USA (Maßstabsbereich zwischen 1:750.000 und 1:1.500.000)
- Planungskarten für beispielsweise Europa (kleinerer Maßstab als bei Reisekarten)
- Karten mit Kennzeichnung staugefährdeter Strecken

### Informationsbereich
Über den reinen Kartenteil hinaus beinhaltet ein Autoatlas meist auch einen Informationsbereich mit unterschiedlichem Umfang. Dieser setzt sich beispielsweise zusammen aus:
- Fahrzeitentabelle / Entfernungstabelle
- Ortsverzeichnis / Straßenverzeichnis
- Verkehrsvorschriften / Verkehrszeichen
- Kraftfahrzeugkennzeichen
- Bußgeldkataloge
- Hotelverzeichnis
- Hinweise zum Thema Erste Hilfe
- Zusatzkarten (z. B. PLZ-Karte, Verwaltungsgliederung)

### Qualitätskriterien
Neben der Aktualität und Korrektheit der dargestellten Informationen ist vor allem gute Lesbarkeit, auch bei eingeschränkten Sichtverhältnissen, wichtig.
Eine Auswahl weiterer Kriterien für die Beurteilung eines Autoatlas sind:
- Maßstab: Wichtigstes Kriterium. Nebenstraßen, jedes Dorf und größere Weiler sollten eingezeichnet sein, um sich auf Nebenstrecken nicht zu verfahren. Hierzu ist in dichtbesiedelten Gebieten, wie Mitteleuropa, mindestens der Maßstab 1:200.000 nötig.
- Handhabbarkeit
- Größe der Kartenausschnitte auf den einzelnen Seiten
- Überlappung der Kartenrandgebiete zu umliegenden Kartenausschnitten auf anderen Seiten
- Haltbarkeit
- Kartenbild mit Höhenrelief
- Touristische Hinweise, wie die Kennzeichnung schöner Ortsbilder oder landschaftlich schöner Strecken (siehe: Vorteile des Autoatlasses)

## Verbreitete Autoatlanten

### Deutschland 1:300.000
- Der Große Shell-Atlas, Deutschland und Europa (Deutschland im Maßstab 1:300.000, Format A4)
- Der Große ADAC Auto-Atlas Deutschland, Europa, (Deutschland im Maßstab 1:300.000, Format A4)

### Deutschland, Österreich und Europa 1:200.000 bis 1:100.000
Bei Autoatlanten in Maßstäben, die jedes Dorf, die meisten Weiler, viele Einöden und jede öffentlich befahrbare Nebenstraße enthalten, teilt sich Europa bezüglich der Herausgeber in drei Bereiche.
Den Westen decken weitgehend Autoatlanten von Michelin ab, die sehr detailgetreu sind.
Für Deutschland gibt in diesen Maßstäben heute nur noch der ADAC Autoatlanten heraus. In den Maßstäben 1:200.000 und 1:150.000 treten sie in leicht veränderter Form die Nachfolge des Generalatlasses an, der letztmals 2008 von MairDumont erschien, mit dem der ADAC über Jahrzehnte zusammenarbeitete. Die Karten sind nicht mehr ganz so detailgetreu, wie vor der Umarbeitung der Generalkarte auf computerbasierte Herstellung um das Jahr 2000. Bevorzugte Wanderwege, Fernwanderwege und Berggasthäuser sind nach wie vor eingezeichnet. Der Atlas im Maßstab 1:100.000 enthält zudem Radfernwege und ist computerbasiert hergestellt.
Auf das Gebiet der einstigen Doppelmonarchie Österreich-Ungarn hat sich der Wiener Verlag Freytag & Berndt spezialisiert. Wie heute üblich, ist auch die Karte in diesem Atlas computerbasiert hergestellt. Die Topografie, insbesondere mit Bergen und Gebirgen, ist ansatzweise dargestellt. Schöne Landschaften, landschaftlich schöne Strecken, Wanderwege und Berggasthäuser sind im Gegensatz zu den Atlanten vom ADAC nicht gekennzeichnet.
Deutschland:
- ADAC Reiseatlas. (Maßstab 1:200.000, Format A4)
- ADAC Maxiatlas Deutschland. (Maßstab 1:150.000, Format etwas kleiner als A3, Spiralbindung)
- ADAC Profiatlas. (Maßstab 1:100.000, Format etwas kleiner als A3, Spiralbindung)

Österreich:
- Österreich Supertouring, Freytag & Berndt (Maßstab 1:150.000, Spiralbindung)

Weitere europäische Länder:
- Tschechische Republik Superatlas. Freytag & Berndt (Maßstab 1:150.000, Spiralbindung)
- Kroatien-Slowenien Superatlas. Freytag & Berndt (Maßstab 1:150.000, Spiralbindung)
- Michelin Straßenatlas Frankreich. (Maßstab 1:200.000, Format A3 mit Spiralbindung oder A4)
- Michelin Straßenatlas Benelux & Nord-Frankreich. (Maßstab 1:150.000, Format A4)
- Michelin Straßenatlas: Italien. (Maßstab 1:200.000, Format A3 mit Spiralbindung oder A4)

### Schweiz
Für die Schweiz werden Straßenkarten in entsprechenden Maßstäben angeboten (so die Strassenkarte der Schweiz 1:200'000 des Bundesamtes für Landestopografie); Autoatlanten werden von Hallwag, früher auch von Kümmerly+Frey, von Hallwag inzwischen übernommen, angeboten. Hallwag gab seit den 1920er-Jahren Touring-Atlanten heraus, wie die Europa Touring. Hierbei wird die in der Schweiz übliche Kartenauszeichnung verwendet (z. B. Autobahnen heute in Rot-Gelb-Rot usw.). Heute beschränkt sich das Angebot auf einige wenige Produkte, wie dem Schweiz CH-Touring Atlas im Maßstab 1:250 000.

## Alternativen im Vergleich

### Kritik an Routenplanern und Navigationssystemen
Elektronische Routenplaner und Navigationssysteme sind heute weitverbreitet. Viele Autofahrer haben deshalb keinen Autoatlas mehr in ihrem Fahrzeug. Die jüngeren unter ihnen können häufig keine Landkarten mehr lesen (siehe: Kartenverständnis und Kartennutzung) und verloren dadurch zudem oftmals allgemeine Fähigkeiten zur räumlichen Orientierung. Zudem, dass individuelle Reiseplanung und eigene Reiseentdeckungen nicht mehr möglich seien, sondern nur noch Reisen im Rahmen von vorgegebenen Routen (siehe: Autoatlas als Ideengeber für Ausflugs- und Urlaubsziele).
Vor allem wird in neuerer Zeit zunehmend als Folge von Reisen mit elektronischen Hilfsmitteln der dadurch entstehende Tunnelblick kritisiert und dass der Orientierungssinn verkümmere (Orientierungs-Analphabeten).  Wissenschaftlich wurde nachgewiesen, dass ohne Orientierungstraining hierfür zuständige Gehirnbereiche verkümmern, da der Orientierungssinn nicht angeboren ist, sondern es nur die Möglichkeit gibt, ihn zu entwickeln.
Siehe auch: Straßenkarte, Heutige Bedeutung der Straßenkarte

### Vorteile der Routenplaner und Navigationssysteme
- Bequemere und schnellere Handhabung; keine Haltepausen zum Kartenlesen oder Beifahrer der während der Fahrt die Karte liest nötig
- Kein Kartenrand bzw. Verlassen das abgebildeten Kartengebietes
- Kein Kartenverständnis nötig
- Zielgenauer
- Informationen in Form von Point of Interest
- Aktuelle Informationen zu Staus und Unfällen, mit Umleitungsempfehlungen

### Vorteile des Autoatlasses
- Kein Ausfall der Technik bzw. Ablehnung der Zieleingabe
- Alternative Routenplanung unter mehr bzw. individuelleren Gesichtspunkten, z. B.:
  - Meidung von Ballungsräumen
  - Routenplanung unter touristischen Gesichtspunkten (siehe: Straßenkarte#Zusätzliche touristische Einträge)
- Eintrag von Raststätten, Autohöfen, Spezialtankstellen (Autogas LPG, Erdgas) (insbesondere bei größeren Maßstäben ab 1:200.000)
- Spezielle Kennzeichnung der Straßen, z. B.:
  - Maut: Eintrag von mautpflichtigen und mautfreien Autobahnenabschnitten (z. B. Frankreich oder Spanien) und mautpflichtigen Bergstraßen (z. B. Österreich)
  - Pässe ohne und mit Wintersperre (mit Regelzeitangabe)
  - Straßen gesperrt für: Motorräder, Wohnmobile, Wohnwagen

### Kombination beider Medien
Die Vorteile beider Medien können genutzt werden, durch Reiseplanung mittels Autoatlas (oder Straßenkarten aus Papier) und Ausführung der Reise mit Hilfe elektronischer Systeme (siehe: Straßenkarte, Einleitung).

### Online-Karten höherer Qualität

#### Europa
Die einzige Online-Straßenkarte, die europaweit bisher versucht hat, ein Stück weit die Qualität eines Autoatlasses mit seinen touristischen Eintragungen in eine Webkarte zu integrieren, ist die ebenfalls kostenlos zugängliche viamichelin. Ab einer bestimmten Vergrößerung enthält sie Eintragungen von landschaftlich schönen Strecken und Naturparks. Sie erreicht aber bei weitem nicht die Detailtreue und Qualität des BayernAtlasses.
Mit OpenTopoMap wird versucht, eine topografische Karte basierend auf OpenStreetMap darzustellen.

#### Deutschland
Von öffentlicher Seite aus die einzige Karte im Internet, die einer topografischen Karte oder einem Autoatlas im Maßstab 1:200.000 oder mit einem noch genauerem Maßstab nahe kommt, gibt es bisher (2019) nur innerhalb Bayerns: die kostenlos zugängliche topografische Karte im BayernAtlas, u. a. mit den Eintragungen von Höhenlinien und Bergen. Dagegen bieten deutschlandweit private Anbieter für Deutschland topografische Karten der Landesvermessungsämter bis 1:25.000.

#### Schweiz
Für die Schweiz gibt es online topografische Karten des Bundes und der Kantone. SchweizMobil wiederum versucht, analog eines Atlasses entsprechende POIs zu kennzeichnen, allerdings liegt der Schwerpunkt im Langsamverkehr.

## Autoatlas als Ideengeber für Ausflugs- und Urlaubsziele
Durch zahlreiche interdisziplinäre und touristische Einträge dient der Autoatlas, insbesondere bei größeren Maßstäben ab 1:200.000, bei vorhandenen Kartenverständnis auch als Ideengeber für Ausflugs-, Urlaubsziele und individuelle Urlaubsplanung. Schöne Regionen können ohne Vorkenntnisse anhand des Kartenbildes lokalisiert und dadurch auch unbekannte Regionen entdeckt werden. Enttäuschungen durch Wahl ungeeigneter Urlaubsziele können vermieden werden. Siehe hierzu: Straßenkarte#Karteninhalt und Straßenkarte#Heutige Bedeutung der Straßenkarte.

## Generalatlas

### Geschichte
Die Generalkarte vom Mairs Geographischen Verlag wurde in Form eines großformatigen Atlasses in Zusammenarbeit mit dem ADAC von den 1960er bis in die 1990er Jahre nur für den Kartenbereich Deutschland herausgegeben. Anfangs unter dem Titel Deutscher Generalatlas und später Generalatlas. Seit der Jahrtausendwende wurde der Generalatlas computerbasiert hergestellt (siehe: Karte, Computerbasierte Herstellung). Zwischen 2005 und 2007 (in drei Ausgaben für 2006/2007 bis 2008/2009) erschien vom inzwischen in MairDumont umbenannten Verlag ein handlicherer Generalatlas im üblichen Autoatlasformat unter dem Namen Großer Generalatlas. Dieser deckte erstmals den gesamten deutschsprachigen Raum sowie Nord-Böhmen mit Prag und den nördlichen Bereich Oberitaliens ab. MairDumont gab danach keinen Generalatlas mehr heraus.

### Gegenwart
Seitdem füllt der ADAC, der die Zusammenarbeit mit MairDumont 1999 beendete, die entstandene Marktlücke. Für Deutschland gibt er nahezu dieselbe Karte wie zuletzt im Generalatlas, ebenfalls im Maßstab 1:200.000, unter dem Namen ADAC Reiseatlas  heraus. In ihm sind sehenswerte Orte und Landschaften noch deutlicher als bisher im Generalatlas gekennzeichnet. Der Atlas wird so verbreitet im Handel angeboten wie nie zuvor ein Generalatlas.

### Generalatlas als Universalatlas
Der Generalatlas enthält als topografischer Übersichtsatlas neben dem vorhandenen Straßennetz und den touristischen Eintragungen noch weitere Inhalte:
- Geplante Autobahnen und (Umgehungs-)Straßen, desgleichen derzeit im Bau befindliche, mit voraussichtlichem Fertigstellungsdatum
- Alle Bahnlinien, Eisenbahntunnel und Bahnhöfe, geplante und fertige Trassen von Schnellfahrstrecken, Autoreisezüge mit Terminals, Industriebahnen
- Alle Arten von Bergbahnen
- Alle Arten von Flugplätzen
- Staustufen, Kraftwerke, Braunkohlen-Tagebau, Truppenübungsplätze
- Nationalparks, Naturparks, Naturschutzgebiete, archäologische Stätten

Genauso wie die historische Generalkarte wurde auch der moderne Generalatlas in den 1960er Jahren als Grundlage für die deutsche Landesplanung entwickelt und danach ständig bis heute fortgeschrieben. Die Generalkarte bietet als Universalkarte, bzw. der Generalatlas als Handbuch, für viele Gebiete einen ersten, schnellen Überblick, der alle wichtigen Belange enthält: vom Verkehr aller Art, über den Naturschutz, bis hin zu Tourismus und Lebensqualität einer Region oder eines städtischen Umfelds.